# Ceyzériat
Ceyzériat es una comuna francesa situada en el departamento de Ain, de la región de Auvernia-Ródano-Alpes. Es la cabecera (bureau centralisateur) y mayor población del cantón de su nombre.

## Demografía
| 809 | 1 037 | 1 219 | 1 503 | 1 761 | 1 956 | 2 058 | 2 390 | 2 569 | 3 039 | 3 177 |
| Para los censos de 1962 a 1999 la población legal corresponde a la población sin duplicidades (Fuente: INSEE [Consultar]) |       |       |       |       |       |       |       |       |       |       |